# Мост Аллахверди-хана
Мост Аллахверди-хана (перс. پل الله‌وردی خان‎), или Си-о-се-поль (перс. سی‌وسه‌پل‎, букв. «тридцать три моста» или «тридцать три пролёта») — один из одиннадцати мостов Исфахана, переброшенных через реку Зайенде-Руд.
Был построен в 1602 году и связал город Исфахан с армянским районом Нор-Джуга. На мосту расположена традиционная чайхана. Длина моста — 290 метров, а ширина 13,5 метров, мост состоит из 33 пролётов, в честь чего он и получил своё название. С обеих сторон проезжей части моста выстроены аркады.

## Галерея

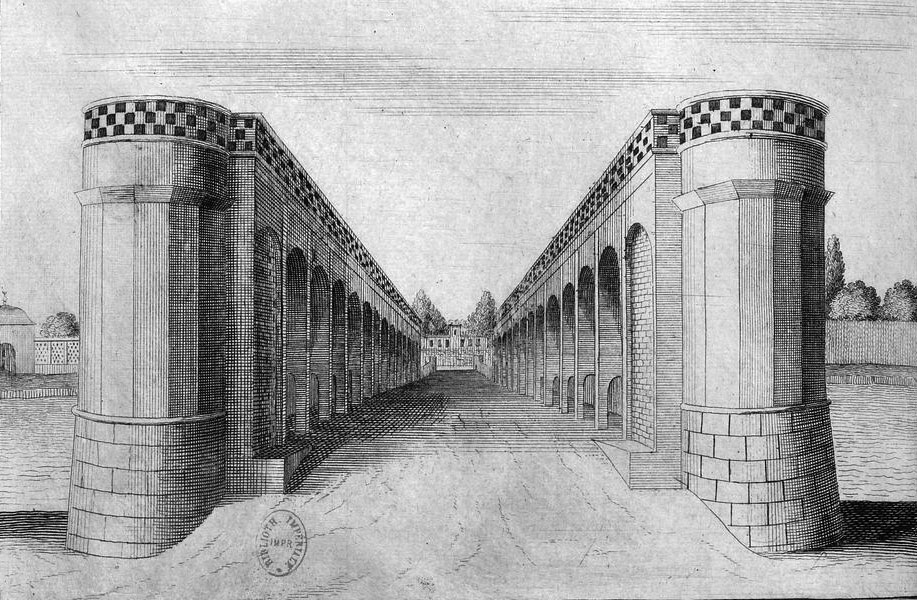
Рисунок Жана Шардена 17-го века Си-о-се-поля.
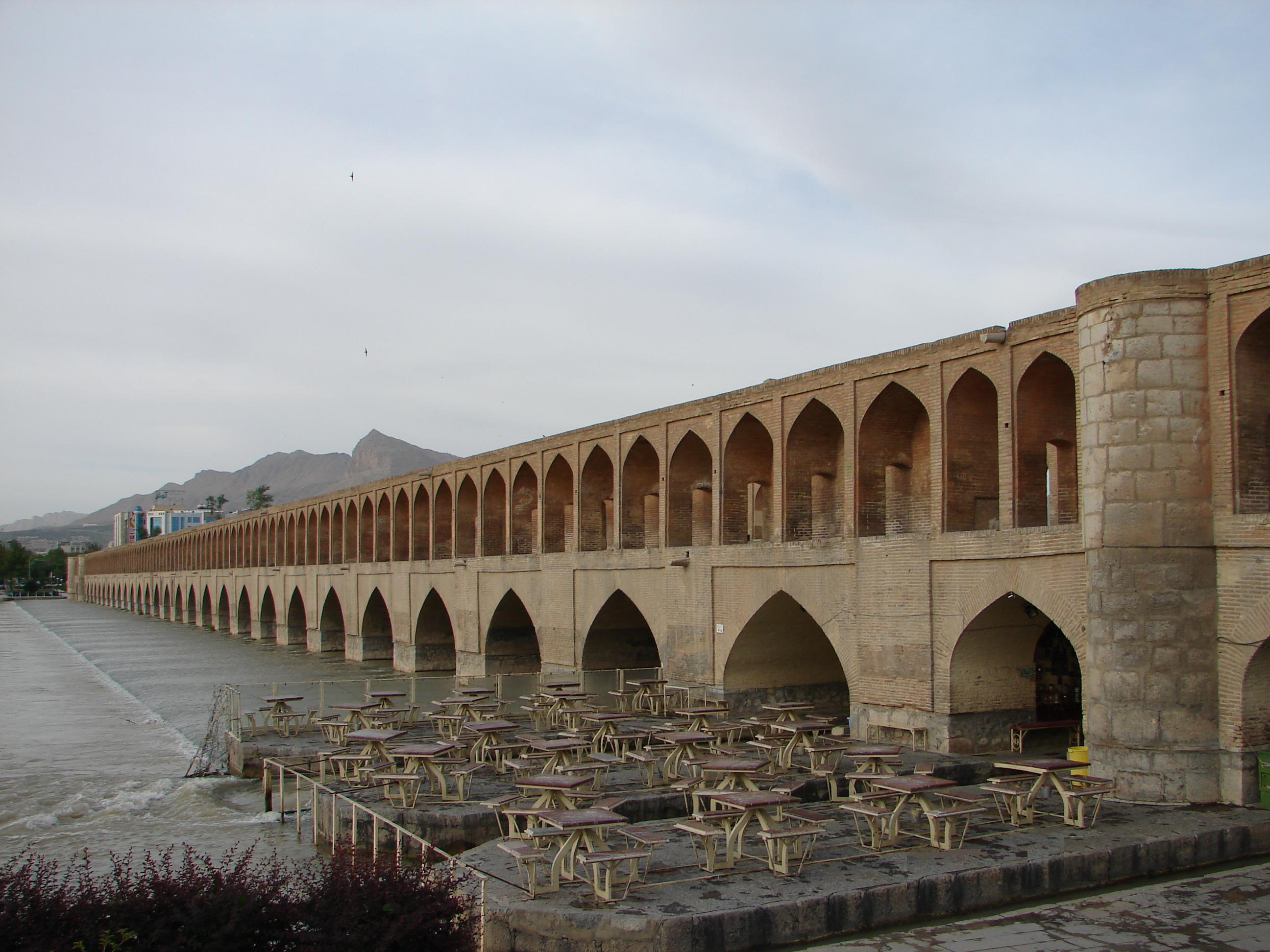
Скамейки и столы рядом с Си-о-се-полем.
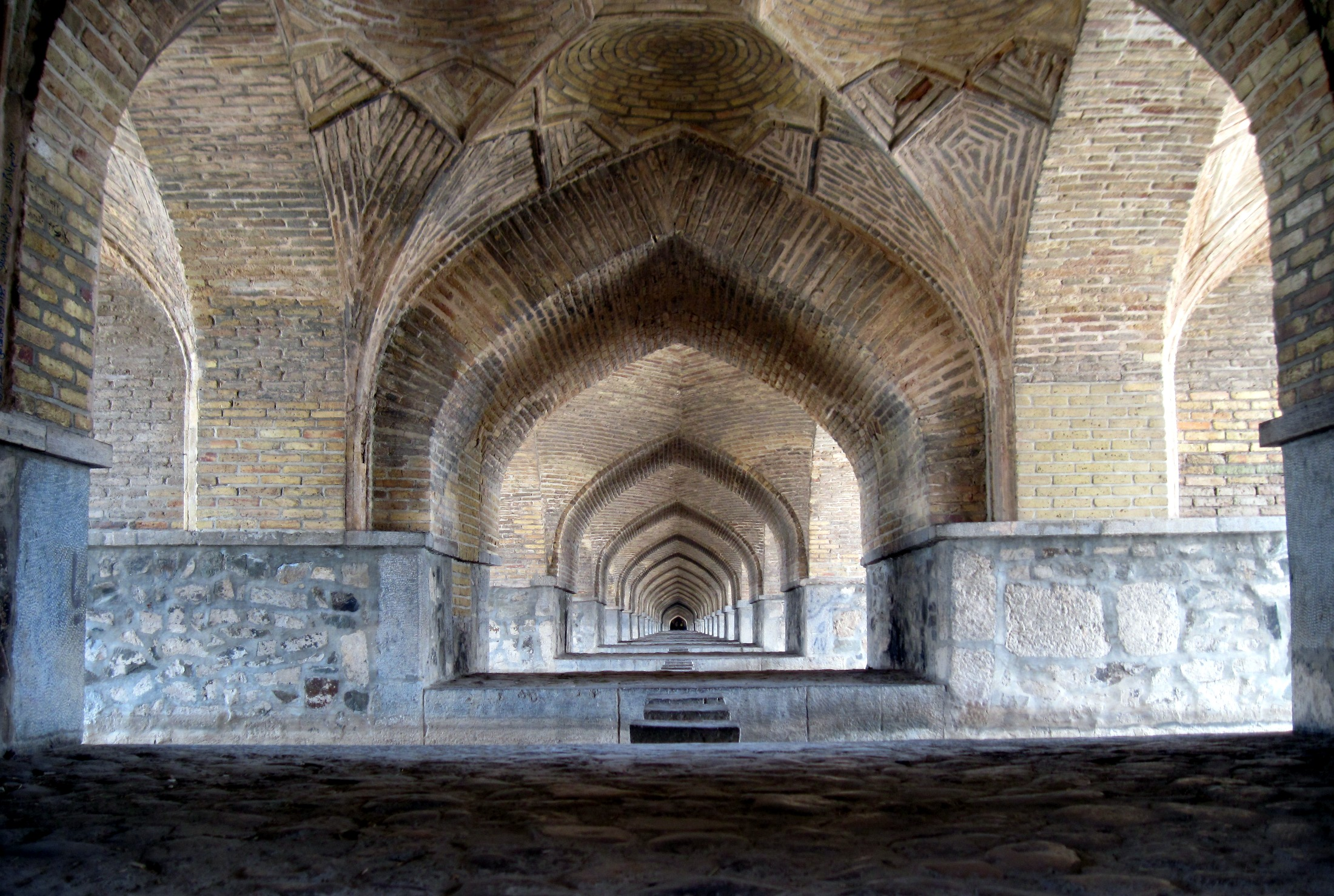
Вид на арки под Си-о-се-полем.
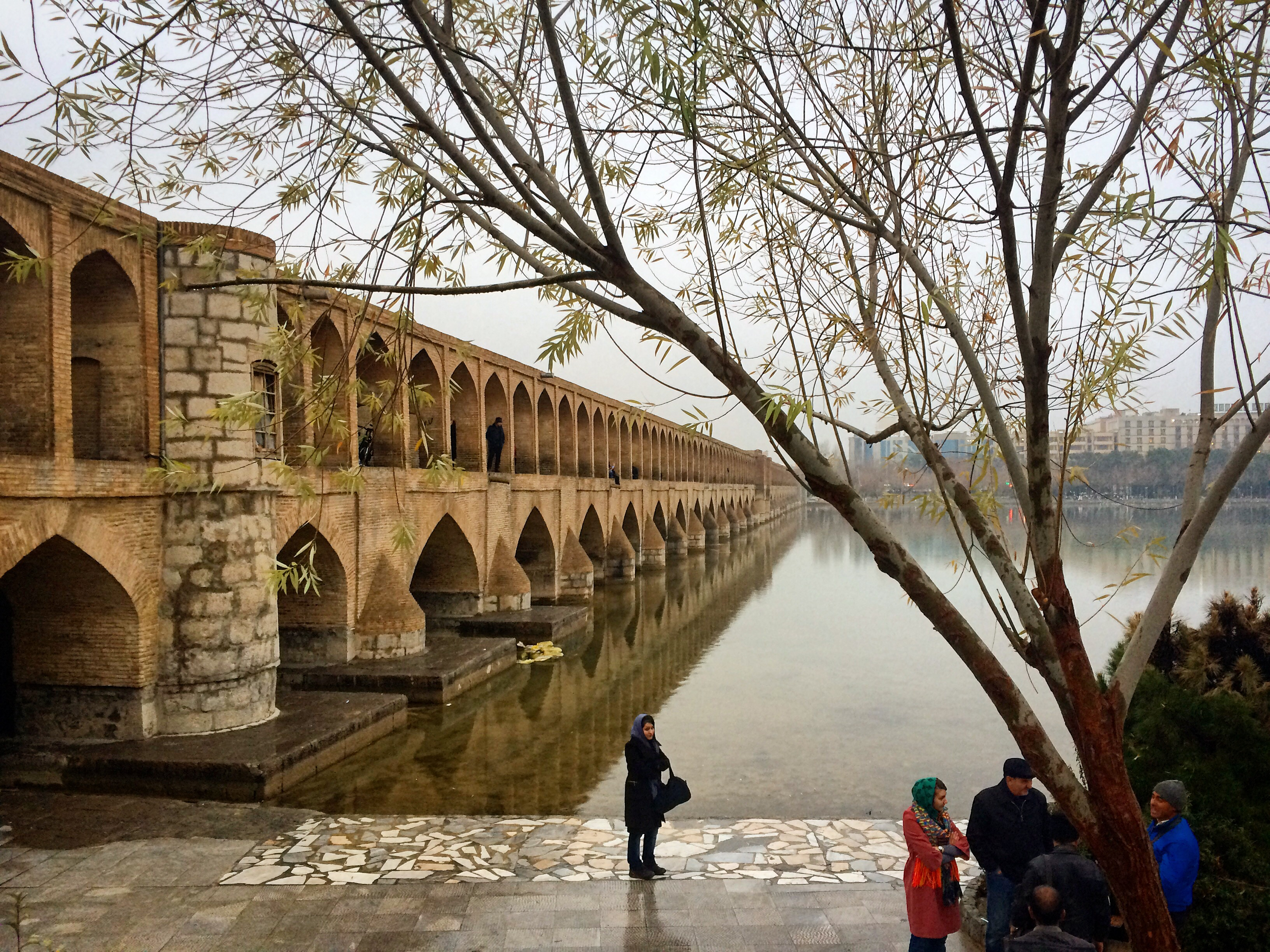
Си-о-се-поль в декабре 2015 г.
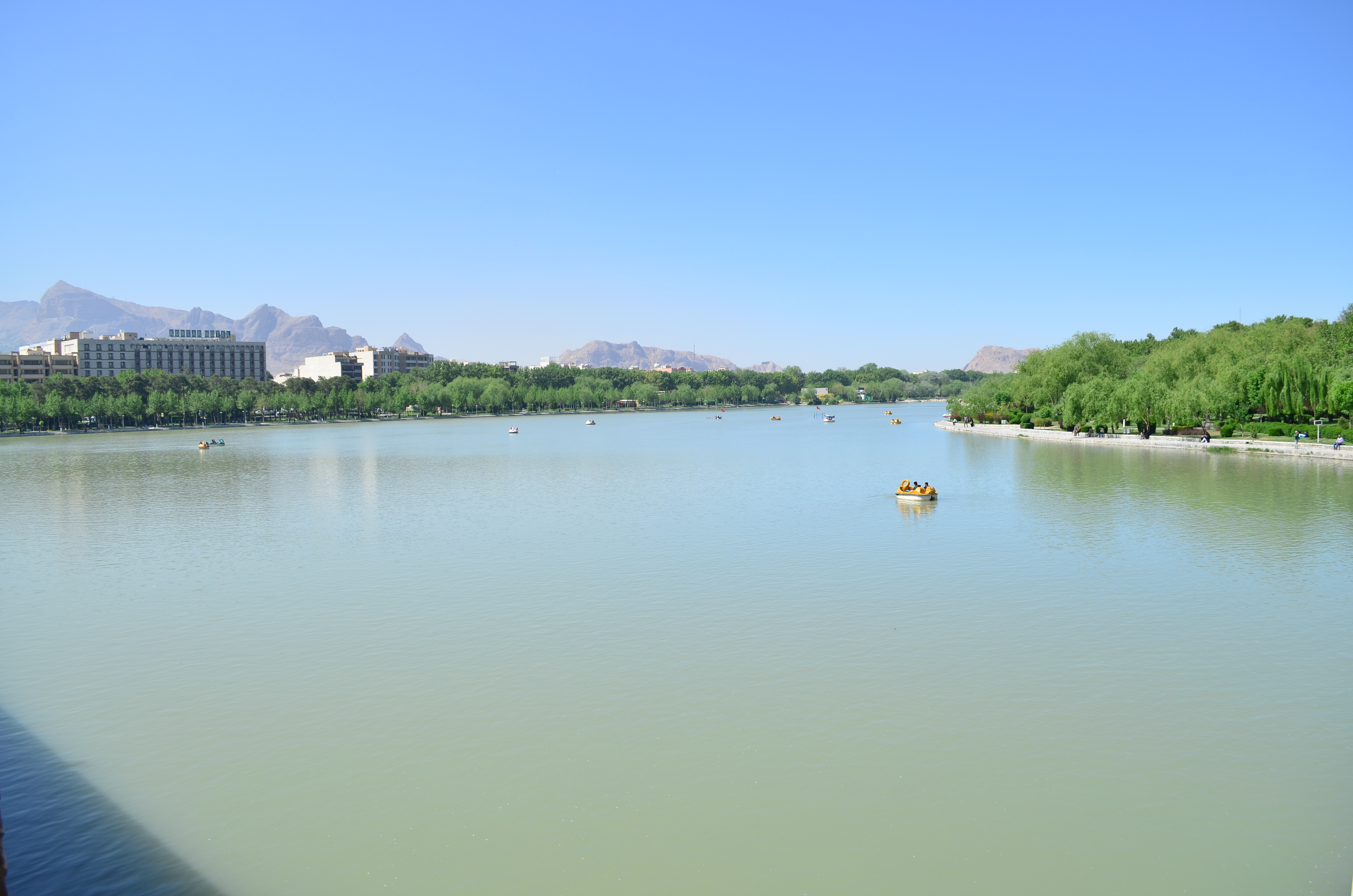
Вид Си-о-се-поля через Зайендеруд.
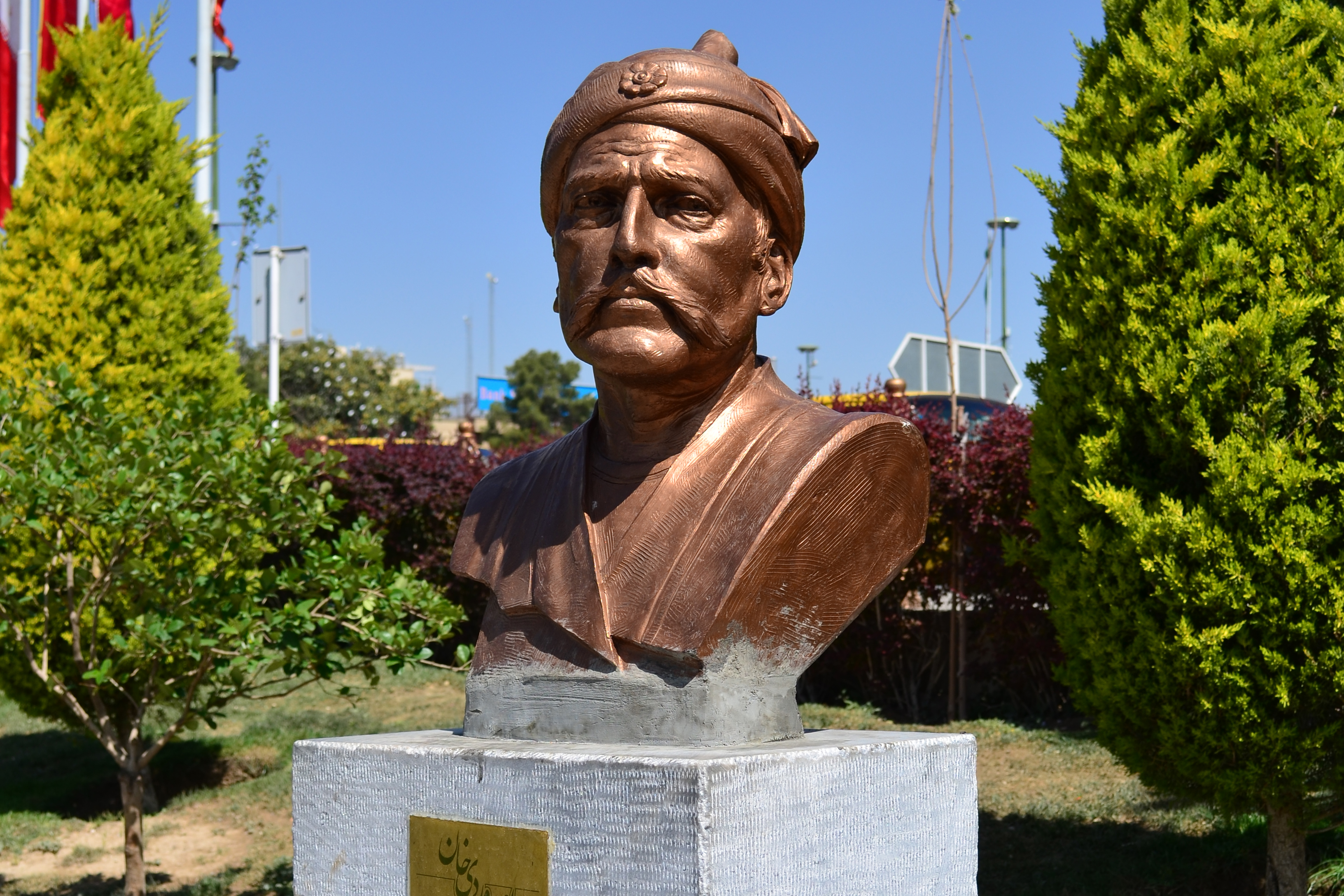
Статуя Аллахверди-хана, следующая за мостом.
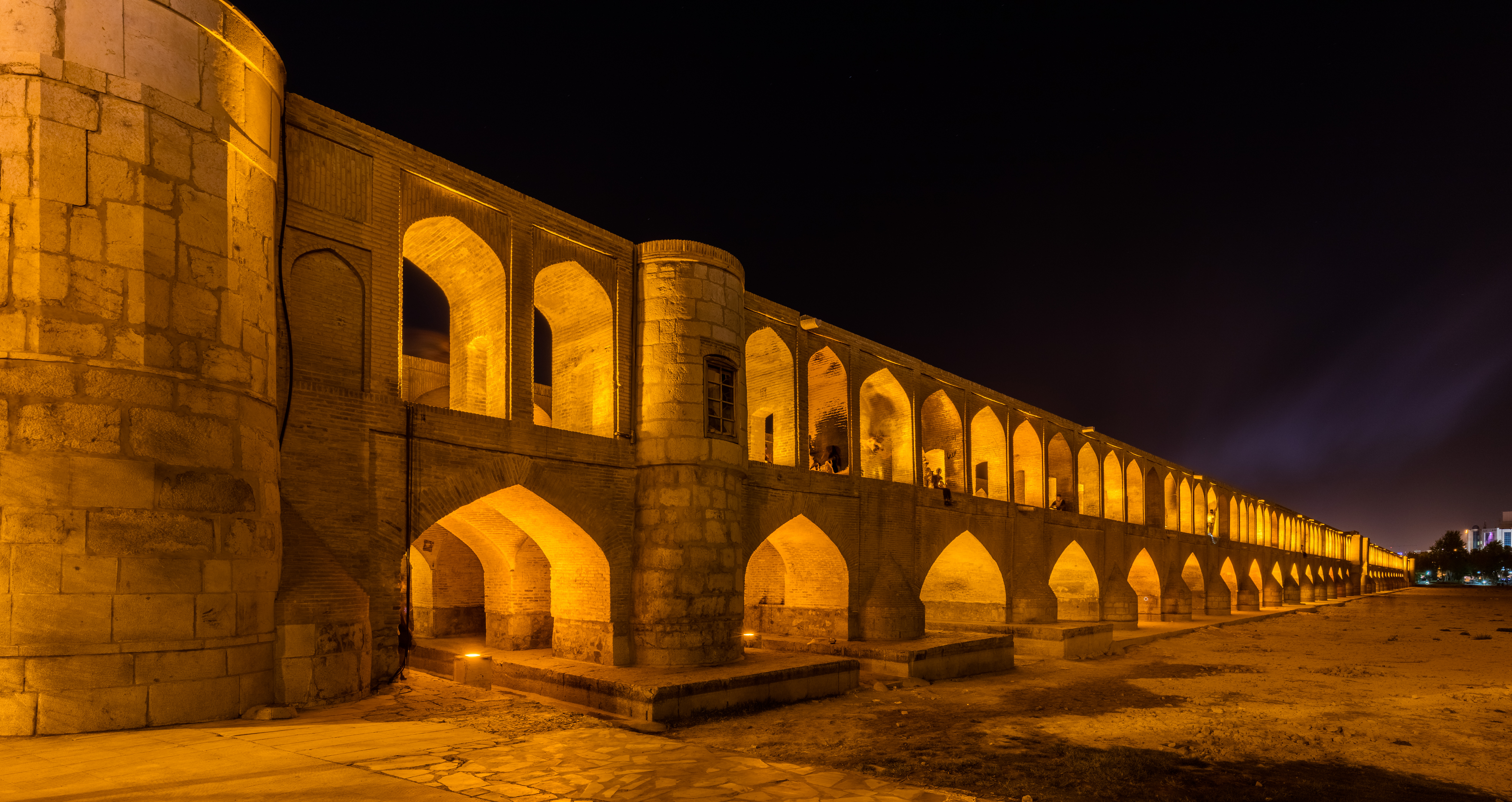
Си-о-се-поль ночью.
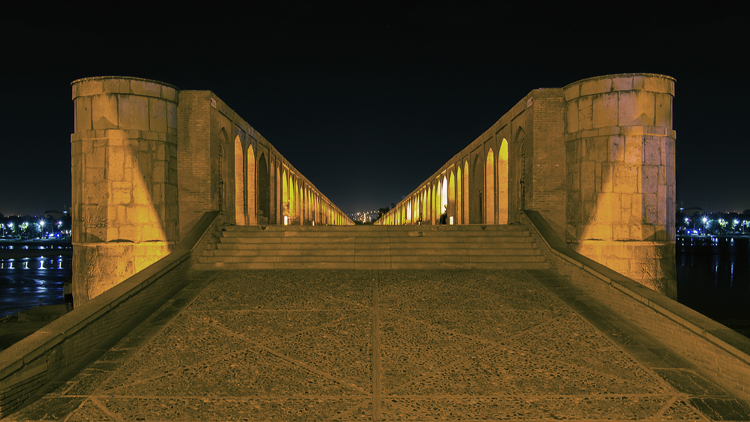
Дорожка Си-о-се-поля ночью.